# Anita Gara
Anita Gara est une joueuse d'échecs hongroise née le 4 mars 1983 à Budapest. Six fois championne de Hongrie (en 2000, 2001, 2009, 2013, 2016 et 2017), elle a obtenu le titre de maître international (mixte) en 2009.
Au 1er mai 2018, elle est la deuxième joueuse hongroise en activité (derrière  Hoang Thanh Trang) et la 81e joueuse mondiale avec un classement Elo de 2 370 points.

## Compétitions par équipe
Anita Gara a participé à sept olympiades d'échecs : quatre fois de 2000 à 2006 et de 2012 à 2016, remportant la médaille de bronze à l'échiquier de réserve lors de l'Olympiade d'échecs de 2016.
Elle a représenté la Hongrie lors de huit championnats d'Europe par équipe depuis 1997, remportant la médaille d'argent par équipe en 2003 et la médaille de bronze individuelle au quatrième échiquier en 2005.